# Sal. Oppenheim
Sal. Oppenheim é um banco privado alemão fundado em 1789 e sediado em Colônia, Alemanha. Forneceu soluções de gerenciamento de ativos para clientes individuais ricos e investidores institucionais. O banco tornou-se uma subsidiária da Deutsche Bank em 2009. Em 2017, Deutsche Bank decidiu descontinuar o Sal. Marca Oppenheim e integrar totalmente seus negócios.

## História

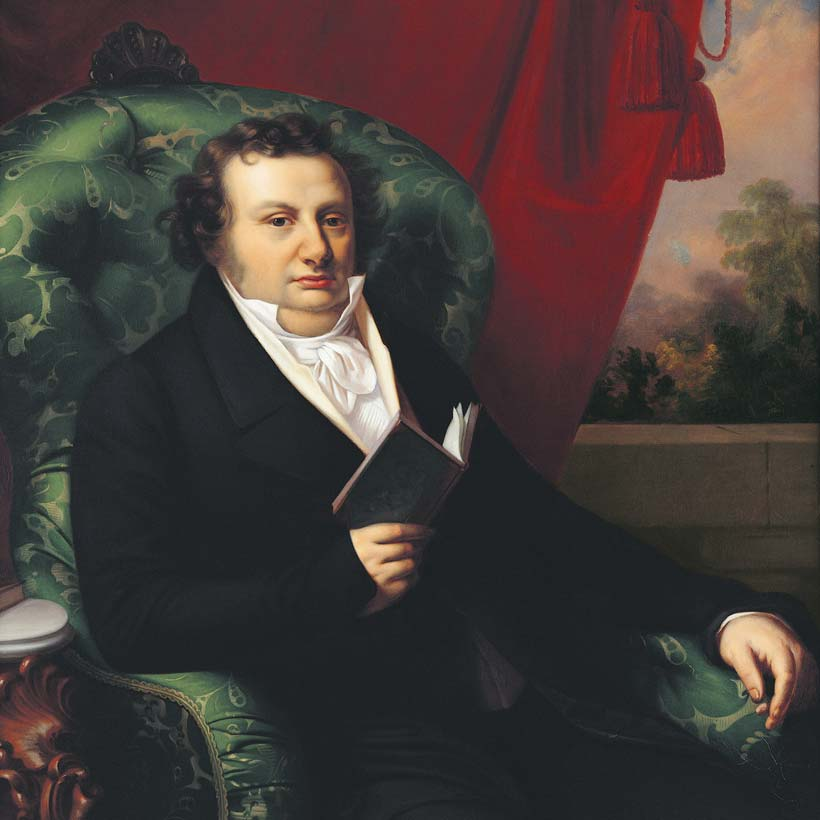
Salomon Oppenheim junior, fundador

### Fundação
O banco foi fundado em 1789 na cidade de Bonn por Salomon Oppenheim, Jr., com dezessete anos, como uma casa de comissões e de câmbio. Oppenheim negociava commodities, a troca de moedas estrangeiras, a concessão de crédito; e, crédito comercial.
Em 1798, o negócio mudou-se para Colônia, então o local bancário mais importante da Alemanha. Em 1828, Salomon Oppenheim Jr. morreu e sua esposa Therese assumiu a direção do banco, juntamente com seus dois filhos, Simon e Abraham. Através do casamento de Abraham Oppenheim com Charlotte Beyfus, filha de Siegmund Leopold Beyfus (1786 a 1845) e Babette Rothschild (1784 a 1869), em 1834, a família tornou-se intimamente relacionada à importante família banqueira Rothschild em assuntos pessoais e relacionados aos negócios.

### Financiamento da industrialização do Ruhr
A partir da década de 1820, Oppenheim financiou a marinha da Renânia e mais tarde ajudou no crescimento do início do sistema ferroviário, juntamente com a industrialização da Renânia e do Ruhr.
Em 1836, uma empresa subsidiária foi fundada em Amsterdã que sobreviveu até 1856. 1837 viu, pela primeira vez, o financiamento de muitas empresas em grande escala em evolução. Em 1838, o banco, juntamente com a Associação Bancária A. Schaaffhausen'scher e o Banco Herstatt, fundou a Colonia-Insurance Company. Após a morte de Therese Oppenheim em 1842, a empresa continuou sob a liderança de seus dois filhos restantes. Em 1853, o banco fundou o Darmstädter Bank e, em 1870, esteve envolvido no banco hipotecário Eurohypo AG.
Enquanto Salomon, Therese, Simon e Abraham Oppenheim eram crentes no judaísmo, Albert Oppenheim, um dos filhos de Salomon, convertido ao catolicismo em 1858, e em 1859, Eduard Oppenheim, filho mais velho de Simon, foi batizado protestante.
Em 1868, Abraham Oppenheim foi elevado às fileiras do Freiherr prussiano e pertencia ao círculo interno do Rei Guilherme I.

### Tornando-se uma parceria limitada
Após a morte de Abraão e Simão em 1880, seus filhos Albert e Eduard assumiram a liderança do banco. Em 1904, a forma da empresa passou de uma parceria geral para uma de parceria limitada que, a partir de então, era liderada por Alfred von Oppenheim e seu primo Emil.
Em 1912, com a nomeação de Ferdinand Rinkel, o banco foi liderado pela primeira vez por alguém de fora da família. Em 1921, ele foi substituído por Otto Kaufmann. A partir de 1914, o banco esteve envolvido em nove empréstimos de guerra à Alemanha para ajudar a financiar a Primeira Guerra Mundial.
Em 1936, o banco "voluntariamente" arianizou com a adição de Robert Pferdmenges como parceiro. Da mesma forma, em 1936, o banco absorveu o judeu Banco de A. Levy. Em 1938, o banco assinou seu nome na campanha de jornal do Partido Nazista como Robert Pferdmenges & Co. A primeira fazenda privada alemã de cavalos, Schlenderhan, fundada por Eduard von Oppenheim em 1869, foi transferida para a SS em 1942. Após a prisão de Waldemar e Friedrich Carl von Oppenheim em 1944, o banco parou.

### Retorno dos Oppenheims
Em 1945, o banco voltou a operar sob o nome de Pferdmenges & Co. e, em 1947, o nome foi alterado novamente para Sal. Oppenheim Jr. & Cie., Com os Oppenheims mais uma vez se tornando acionistas. O banco, entre outros, ajudou a financiar o Auto Union, que mais tarde se tornou a Audi AG.
Em 1968, o banco absorveu o Heinrich Kirchholtes & Co. Bank em Frankfurt am Main. Expansões posteriores ocorreram através de empresas subsidiárias em Zurique, Munique, Paris e Londres .
No curso da reunificação alemã, o banco ganhou a posição de consultor do Estado em questões de privatização.
Em 1989, as participações do banco na Colonia-Insurance Company foram compradas e o status do banco passou a ser o de uma parceria limitada em questões de ações.
Em 2004, o banco comprou a Berliner Handels-Gesellschaft, juntamente com seu parceiro, o Frankfurter Bank, originário do ING-BHF-Bank do holandês ING-Konzern, formado sob o nome "BHF-BANK - Privat seit 1854 "(BHF-BANK - Particular desde 1854). Com a transferência da BHF, Sal. O Oppenheim passou para o maior banco alemão de propriedade privada (com a MM Warburg & Co. de Hamburgo sendo o segundo) e para ser o maior banco familiar europeu.
No final de 2003, o banco empregava 1.500 pessoas em vinte locais, tinha quase US $ 127 bilhões em gestão de ativos e lucros totalizando € 61 milhões por ano.
Com a morte de Alfred Freiherr von Oppenheim em 2005, a participação da família Oppenheim no banco terminou efetivamente. Alfred fez uma parceria com o promotor imobiliário Josef Esch, que posteriormente desempenhou um papel importante e, às vezes, controverso nas atividades comerciais do banco.

### Transição e venda
Em 2007, a sede do banco mudou-se para o Luxemburgo .
Em 4 de julho de 2008, uma subsidiária, Oppenheim Investment Managers Limited, foi vendida ao Merrion Capital Group Limited.
Em dezembro de 2010, o banco foi adquirido pelo Deutsche Bank pelo montante reportado de €1 bilhão, depois de ter sido exposto à falência da Arcandor. Após a conclusão da aquisição, a sede foi novamente transferida para Colônia, na Alemanha.

## Pessoas associadas ao banco
Banqueiros de Sal. Oppenheim costuma desempenhar um papel de destaque na história política e econômica alemã, entre outros:
- Salomon Oppenheim junior (fundador)
- Abraham Oppenheim (parceiro de 1821 a 1878)
- Simon Oppenheim (parceiro de 1828 a 1880)
- Albert von Oppenheim (parceiro 1880–1904)
- Robert Pferdmenges (parceiro 1929–1953)
- Alfred Freiherr von Oppenheim (parceiro 1964–1993)
- Matthias Graf von Krockow (parceiro 1986–2010)
- Karin von Ullmann (proprietário)
- Nicolaus von Oppenheim (proprietário)
- Henri Pferdmenges (proprietário)
- Hubertus Graf von Faber-Castell (proprietário)
- Christopher von Oppenheim (parceiro 1990–2010)
- Karl Otto Pöhl (parceiro 1993-1998)
- Wolfgang Leoni (presidente do conselho executivo do banco 2013–)